# Anghel Iordănescu
Anghel „Puiu“ Iordănescu (* 4. Mai 1950 in Bukarest) ist ein ehemaliger rumänischer Fußballspieler und derzeitiger -trainer. Außerdem war er Politiker. 1986 konnte er als Spieler den Europapokal der Landesmeister gewinnen. Er war Nationaltrainer von Rumänien und Griechenland und gewann als Vereinstrainer zweimal die AFC Champions League. Er gilt als einer der erfolgreichsten rumänischen Trainer zusammen mit Ștefan Kovács, Mircea Lucescu und Emeric Jenei.

## Karriere als Spieler
Anghel Iordănescu war ein Stürmer mit einer guten Schusstechnik. Er erreichte eine gute Torquote und belegte mit seinen Teams fast durchgehend Spitzenplätze. Iordănescu begann das Fußballspielen im Alter von zwölf Jahren bei Steaua Bukarest. Am 17. November 1968 feierte er sein Debüt in der ersten Mannschaft in der Divizia A, der höchsten rumänischen Fußballliga. Das Spiel ging allerdings mit 1:2 gegen Politehnica Iași. Er blieb Steaua 14 Jahre lang treu und konnte zweimal die rumänische Meisterschaft sowie vier Mal den rumänischen Pokal gewinnen. 1982 wurde Iordănescu mit 20 Treffern der erfolgreichste Torschütze der Divizia A. Im gleichen Jahr wechselte er im Alter von 32 Jahren nach Griechenland zu OFI Kreta. Nach zwei Jahren kehrte er zu Steaua zurück und wurde Cotrainer. Im Europapokalfinale 1986 gegen den FC Barcelona wurde Iordănescu eingewechselt und gewann zum Abschluss seiner Karriere den Europapokal der Landesmeister.
1971 wurde Iordănescu in die rumänische Fußballnationalmannschaft berufen und bestritt am 18. April 1971 sein erstes Spiel gegen Albanien. Er konnte gleich ein Tor erzielen. Insgesamt bestritt er 64 Spiele und erzielte 26 Tore. Eine Teilnahme an Welt- oder Europameisterschaften blieb ihm verwehrt, da sich Rumänien in dieser Zeit dafür nicht qualifizieren konnte. 1981 bestritt er gegen die Schweiz sein letztes Länderspiel.
Iordănescu ist mit 155 Ligatoren der erfolgreichste Torschütze in der Geschichte von Steaua Bukarest.

## Karriere als Trainer
Iordănescu begann seine Trainerkarriere 1984 nach seiner Rückkehr aus Griechenland als Cotrainer von Emerich Jenei bei Steaua Bukarest. Nach dem Gewinn des Europapokals der Landesmeister 1986 wurde Jenei zum Nationaltrainer berufen. Dadurch wurde Iordănescu Cheftrainer von Steaua. Unter seiner Regie gewann Steaua dreimal in Folge (1987 bis 1989) die rumänische Meisterschaft und den rumänischen Pokal. Außerdem erreichte er das Halbfinale im Europapokal der Landesmeister 1987/88 und das Finale 1988/89, das mit 0:4 gegen den AC Mailand verloren wurde.
Nach der Vizemeisterschaft 1990 wechselte Iordănescu nach Zypern zu Anorthosis Famagusta. Nach zwei Vizemeisterschaften kehrte er 1992 zu Steaua zurück. In der Saison 1992/93 gewann er erneut die rumänische Meisterschaft und erreichte das Viertelfinale im Europapokal der Pokalsieger.
Im Sommer 1993 wurde Iordănescu Nachfolger von Cornel Dinu als rumänischer Nationaltrainer. Nach erfolgreicher Qualifikation erreichte er bei der Fußball-Weltmeisterschaft 1994 in den USA nach Siegen gegen Kolumbien, die USA und Argentinien das Viertelfinale, in dem die Mannschaft gegen Schweden nach Elfmeterschießen ausschied. Anschließend konnte sich Rumänien in der Qualifikation zur Fußball-Europameisterschaft 1996 in England durchsetzen, schied aber in der Vorrunde aus. Auch die Qualifikation zur Fußball-Weltmeisterschaft 1998 in Frankreich gelang Iordănescu. Nach Siegen gegen Kolumbien und England schied Rumänien allerdings im Achtelfinale gegen Kroatien aus. Nach der Niederlage erklärte er seinen Rücktritt.
Im gleichen Jahr wurde Iordănescu Trainer der griechischen Fußballnationalmannschaft. Nachdem er seinen Auftrag, die Qualifikation zur Fußball-Europameisterschaft 2000 nicht erfüllen konnte, wurde er 1999 entlassen.
Daraufhin wurde Iordănescu 2000 Trainer des saudi-arabischen Klubs Al-Hilal, mit dem er im gleichen Jahr den Asienpokal der Landesmeister sowie den asiatischen Supercup gewann. Trotz dieser Erfolge heuerte Iordănescu bei Rapid Bukarest an, wurde aber bereits nach wenigen Wochen wegen fehlender Erfolge wieder entlassen. Darauf wechselte er in die Vereinigten Arabischen Emirate zum Al Ain Club.
Nachdem Rumänien die Qualifikation zur Fußball-Weltmeisterschaft 2002 verpasst hatte, löste Iordănescu Gheorghe Hagi ab und wurde zum zweiten Mal Nationaltrainer. Obwohl er sein Ziel, die Qualifikation zur Fußball-Europameisterschaft 2004, verfehlt hatte, durfte er mangels Alternativen Nationaltrainer bleiben, um die Qualifikation zur Fußball-Weltmeisterschaft 2006 zu schaffen. Nach einem 1:1 in Armenien wurde Iordănescu im November 2004 entlassen.
Am 24. März 2005 unterschrieb er einen Vertrag bei dem saudi-arabischen Verein Al-Ittihad, mit dem er 2005 die AFC Champions League gewinnen konnte. Ein Jahr später wurde er aufgrund von Erfolglosigkeit entlassen. Mitte Juni 2006 unterschrieb er einen Einjahresvertrag beim Al Ain Club in den Vereinigten Arabischen Emiraten, trat jedoch in der Woche nach der 2:4-Niederlage gegen Al-Wasl vom 19. November 2006 von seinem Amt zurück und beendete damit trotz einiger lukrativer Angebote anderer Vereine auch seine Trainerkarriere vorläufig.
Nach einigen Jahren, in denen Iordănescu als sportlicher Direktor beim rumänischen Fußballverband tätig war, akzeptierte er die Nominierung von FRF-Präsident Răzvan Burleanu zur Übernahme der rumänischen Nationalmannschaft und kehrte hiermit nach 8 Jahren Pause auf die Trainerbühne zurück. Dieses Projekt wurde vom rumänischen Fußballverband am 27. Oktober 2014 abgesegnet. Somit begann Iordănescu seine dritte Amtszeit bei der rumänischen Fußballnationalmannschaft mit dem Spiel gegen Nordirland, welches am 14. November selben Jahres im Bukarester Nationalstadion ausgetragen wurde. Ihm wurden die Jungcoaches Isaila, Badea und Moldovan als Co-Trainer zur Seite gestellt. Mit der Nationalmannschaft schaffte er die Qualifikation zur EM 2016 in Frankreich hinter Nordirland, aber vor Ungarn und Finnland. Im Turnier holte das Team nur einen Punkt und verlor unter anderem gegen Albanien. Rumänien wurde Gruppenletzter und schied aus. Anschließend wurde Iordănescus Vertrag nicht mehr verlängert und seine dritte Amtszeit als Nationaltrainer endete.

## Erfolge

### Erfolge als Spieler

#### Steaua Bukarest
- Rumänischer Meister: 1975/76, 1977/78
- Rumänischer Pokalsieger: 1969/70, 1970/71, 1975/76, 1978/79
- Europapokalsieger der Landesmeister: 1985/86

#### Nationalmannschaft
- Balkan-Cup-Sieger: 1980

#### Individuell
- Torschützenkönig der Divizia A: 1982

### Erfolge als Trainer

#### Steaua Bukarest
- Rumänischer Meister: 1986/87, 1987/88, 1988/89, 1992/93
- Rumänischer Pokalsieger: 1986/87, 1988/89
- Europäischer Supercup: 1987
- Weltpokal-Finalist: 1986
- Europapokalsieger der Landesmeister-Finalist: 1988/89

#### Anorthosis Famagusta
- Zyprischer Vizemeister: 1990/91, 1991/92

#### Al Hilal
- AFC Champions League: 1999/00
- Saudischer Pokalsieger: 1999/00

#### Al Ain
- UAE President’s Cup: 2000/01

#### Al Ittihad
- Arabische Champions League: 2004/05
- AFC Champions League: 2005

## Sonstiges
Iordănescu ist General der Armata Română (rumänische Armee). Im Februar 2008 übernahm er für die letzten zehn Monate das Senatorenmandat, welches für die PSD nach dem Rücktritt von Teodor Filipescu im Kreis Ilfov frei geworden war. Bei den Wahlen für die nächste Legislaturperiode gelang Iordănescu eine erfolgreiche Kandidatur. 2009 sagte er sich von der PSD los, behielt jedoch den Senatorenposten. Sein ältester Sohn, Eduard Iordănescu (* 16. Juni 1978), wurde ebenfalls Fußballspieler und war im September 2010 für ein Pokal- und ein Erstligaspiel Interimstrainer von Steaua Bukarest, bis Marius Lăcătuș den Trainerposten übernahm.